# Verbascum morronense
Verbascum morronense är en flenörtsväxtart som beskrevs av Rupert Huter. Verbascum morronense ingår i släktet kungsljus, och familjen flenörtsväxter. Inga underarter finns listade i Catalogue of Life.